# Майкл Бішоп
Майкл Лоусон Бішоп (англ. Michael Lawson Bishop; 12 листопада 1945, Лінкольн, Небраска, США — 13 листопада 2023) — американський письменник-фантаст. Автор романів «Немає ворога окрім часу», «Гора єдинорога», «Роки катакомб».

## Життєпис
Народився у місті Лінкольн (штат Небраска, США) 12 листопада 1945.
Його батько, Лео Бішоп, служив у ВПС США, тому дитинство минуло у Японії, спогади про це автор згодом використав у творі «Під небесним мостом» (англ. Under Heaven's Bridge, 1981), написаному спільно з британцем Ієном Вотсоном.
Після повернення до США батьки розлучилися. Шкільні роки Майкл жив разом з матір'ю в місті Малвейн (штат Канзас). Місто було «сценою дій» в романі «Блакитне небо Канзасу» (англ. Blue Kansas Sky, 2000). Майже усі літні канікули Майкл проводив з батьком на різних військових базах у США.
У ранні підліткові роки Майкл прочитав у виданні «Classics Illustrated» коміксову адаптацію твору «Біле Ікло» Джека Лондона. Цей комікс, а також інші видання серії, як і «Мандри Гуллівера» Джонатана Свіфта вплинули на його рішення стати письменником.
З сьомого по одинадцятий навчальні роки Майкл навчався у державній школі в місті Тулса (штат Оклахома). 1962-63 він проживав у Севільї (Іспанія) з батьком і мачухою, і збирався вступати до військового училища на півдні Севільї. Перебування в Іспанії відображене у творі «На зміїних вулицях» (англ. On the Street of the Serpents, 1974). Місто було «сценою дій» в романах «Холодна сирітська війна» (англ. Cold War Orphans, 1980), «Немає ворога окрім часу» (англ. No Enemy But Time, 1982) і повісті «Пожвавлення» (англ. Quickening, 1981).
Під час перебування в Іспанії його мати і вітчим переїхали до південної Джорджії, що вплинуло на рішення Майкла вступити до університету Джорджії.
1967 Майкл отримав ступінь бакалавра з відзнакою товариства Фі Бета Каппа, 1968 — ступінь магістра з англійської мови за вірш про Ділана Томаса.
Він вивчав англійську мову у підготовчій школі академії ВПС в Колорадо-Спрінгз 1968-72, згодом в університеті Джорджії.
1969 Майкл одружився з Джері Елліс Вітакер. У шлюбі народилися син Джеймі і донька Стефані Бішоп Лофтін.
Джеймі як художник-графік виконав кілька обкладинок до книг власного батька.
Перший твір автора — повість «Падіння шишки» (англ. Piñon Fall), у якому події відбувалися біля підніжжя гір Сангре де Крісто (один з хребтів Скелястих гір), неподалік місця де Майкл навчався на той час, було надруковано в Гелексі сайнс фікшн (жовтень-листопад 1970) Гонорар становив 100 доларів.
Новела «Білі видри дитинства» (англ. The White Otters of Childhood, 1973), за яку Бішоп отримав премію Гʼюго, посприяла рішенню 1974 покинути вчителювання в університеті Джорджії і перейти на письменство.
З 1974 Бішоп разом з родиною проживають у відновленому вікторіанському будинку, збудованому 1895, у маленькому містечку Пайн Маунтін в Західній Джорджії. Територія була «місцем дії» багатьох творів автора, зокрема оповідань «Долина Кудзу» (англ. Kudzu Valley, і роману «Хто змусив Стіві плакати?» (англ. Who Made Stevie Crye?, 1984), першої частини «Давнини» (англ. Ancient of Days, 1985), паралельного всесвіту в романі «Таємне Вознесіння, або Філіп К. Дік помер, на жаль» (англ. The Secret Ascension, or Philip K. Dick Is Dead, Alas, 1987), «Мʼякі подачі» (англ. Brittle Innings, 1994).

## Твори

### Романи
1. «Похорон очей вогню» (англ. A Funeral for the Eyes of Fire, 1975)
2. «І дивні в Екбатанах дерева» (англ. And Strange at Ecbatan the Trees, 1976). Інший варіант видано як роман «Під розтрощеними місяцями» (англ. Beneath the Shattered Moons, 1977).
3. «Вкрадені обличчя» (англ. Stolen Faces, 1977).
4. «Недостатнє знання» (англ. A Little Knowledge, 1977)
5. «Очі вогню» (англ. Eyes of Fire, 1980), переписаний роман «Похорон очей вогню» 1975.
6. «Холодна сирітська війна» (англ. Cold War Orphans, 1980). У творі використано спогади автора про перебування в Іспанії.
7. «Під небесним мостом» (англ. Under Heaven's Bridge, 1981), написаний спільно з британцем Ієном Вотсоном. У творі використано спогади Майкла про дитинство у Японії, де служив його батько.
8. «Немає ворога окрім часу» (англ. No Enemy But Time, 1982). У творі використано спогади автора про перебування в Іспанії.
9. «Хто змусив Стіві плакати?» (англ. Who Made Stevie Crye?, 1984).
10. «Давнина» (англ. Ancient of Days, 1985).
11. «Таємне вознесіння, або Філіп К. Дік помер, на жаль» (англ. The Secret Ascension, or Philip K. Dick Is Dead, Alas, 1987).
12. «Гора єдинорога» (англ. Unicorn Mountain, 1988).
13. «Похорон очей вогню», 1989, переписаний роман «Очі вогню» 1980 з новим вступом.
14. «Блюз лічильника Гайгера» (англ. Count Geiger's Blues, 1992).
15. «М'які подачі» (англ. Brittle Innings, 1994) — за визначенням автора, «південний готичний бейсбольний роман про Другу світову війну».
16. «Чи вбʼє тебе посмішкою?» (англ. Would It Kill You to Smile, 1998), написаний спільно з Полом Ді Філіппо під псевдонімом Філіп Ловсон.
17. «Блакитне небо Канзасу» (англ. Blue Kansas Sky, 2000). Місто Малвейн (штат Канзас), у якому він навчався в школі, було «сценою дій».
18. «Блюз лічильника Гайгера (комедія)» (англ. Count Geiger's Blues: (A Comedy), 2012), перероблений роман «Блюз лічильника Гайгера» (англ. Count Geiger's Blues, 1992) з передмовою Джона Кессела.
19. «Похорон очей вогню», 2015, переписаний однойменний роман 1989 зі вступом Пола Ді Філіппо.
20. «М'які подачі» (англ. Brittle Innings, 2012), перероблений однойменний роман 1994 зі вступом Елізабет Генд.
21. «Хоробрість ондатри» (англ. Muskrat Courage, 2000), написаний спільно з Полом Ді Філіппо під псевдонімом Філіп Ловсон.
22. «Вбивання сімей» (англ. Families Are Murder, 2005), написаний спільно з Полом Ді Філіппо під псевдонімом Філіп Ловсон. Обʼєднаний з романів «Чи вбʼє тебе посмішкою?», 1998 і «Хоробрість ондатри», 2000.
23. «Джоел-Брок — хоробрий і доблесний малюк» (англ. Joel-Brock the Brave and the Valorous Smalls, 2016)

### Повісті
1. «Падіння шишки»(англ. Piñon Fall, Гелексі сайнс фікшн жовтень-листопад 1970) — перший твір автора. Події відбуваються біля підніжжя гір Сангре де Крісто (один з хребтів Скелястих гір), неподалік місця де Майкл навчався на той час. Гонорар становив 100 доларів.
2. «Апартеїд, суперструни і Мордекай Тюбана» (англ. Apartheid, Superstrings, and Mordecai Thubana, 1989).
3. «Пожвавлення» англ. The Quickening, 1991).

### Новели
1. «Білі видри дитинства» (англ. The White Otters of Childhood, 1973).
2. «Пожвавлення» (англ. Quickening, 1981). У творі використано спогади автора про перебування в Іспанії.

### Збірки
1. «Під розтрощеними місяцями і Білі видри дитинства» (англ. Beneath the Shattered Moons and The White Otters of Childhood, 1978), з включенням роману «І дивні в Екбатанах дерева» (англ. And Strange at Ecbatan the Trees, 1976).
2. «Закривавлена Арахна» (англ. Blooded on Arachne, 1982).
3. «Зима у раю» (англ. One Winter in Eden, 1984).
4. «Близькі зустрічі з божеством»# (англ. Close Encounters with the Deity, 1986).
5. «Категорично не НФ, майже» англ. Emphatically Not Sf, Almost, 1990).
6. «На межі міста Долі» англ. At the City Limits of Fate, 1996).
7. «Блакитне небо Канзасу. Чотири повісті про памʼять, чари, сумнів і порівняння» англ. Blue Kansas Sky: Four Short Novels of Memory, Magic, Surmise & Estrangement, 2000).
8. «Яскраве до розжареного. 17 повістей» англ. Brighten to Incandescence: 17 Stories, 2003).
9. «Дверний стрілець та інші небезпеки польоту уяви — ретроспектива Майкла Бішопа» англ. The Door Gunner and Other Perilous Flights of Fancy: A Michael Bishop Retrospective, 2011). Усі оповідання перероблено.
10. «Інші руки дотяглися до мене. Оповідання Джорджії» англ. Other Arms Reach Out to Me: Georgia Stories, 2017).
11. «Священна сова і три інші повісті… про лихо, пілігримство, і спокуту» англ. The Sacerdotal Owl and Three Other Long Tales… of Calamity, Pilgrimage, and Atonement, 2018).

### Сценарій
«Всередині коліс утоми»(англ. Within the Walls of Tyre, 1989). Створено на базі оповідання у виданні Weirdbook 13, 1978.

### Поезії
1. «Вікна і дзеркала. Поетична брошура для 15-ї конференції далекого Півдня» (англ. Windows & Mirrors: A Chapbook of Poetry to Deep South Con XV, 1977).
2. Поема «До шимпанзе, утримуваного для досліджень» (англ. To a Chimp Held Captive for Purposes of Research, 1986)
3. Поетична збірка «Тиск часу. Поезії»(англ. Time Pieces: Poems, 1998)

## Нагороди
- Премія «Фенікс» 1977.
- Премія «Неб'юла»:
  - 1982: Повість «Пожвавлення» (англ. Quickening, 1981).
  - 1983: Роман «Немає ворога окрім часу» (англ. No Enemy But Time, 1982).
- Нагорода Ширлі Джексон[en]
  - 2009: Оповідання «Купа» (англ. The Pile, 2008).
- Премія «Локус»:
  - 1977: Роман «Самурай і верби» (англ. The Samurai and the Willows, 1976).
  - 1984: Роман «Її звиклий чоловік» (англ. Her Habiline Husband, 1984)
  - 1985: Збірка «Світлові роки і темрява» (англ. Light Years and Dark).
  - 1995: Роман «Мʼякі інінґи» (англ. Brittle Innings, 1994).
- Міфопоетична премія
  - 1989: «Гора Єдинорога» (англ. Unicorn Mountain, 1988).
- Премія «Райслінг»
  - 1979: «Для пані Фізики» (англ. For the Lady of a Physicist.
- Голосування читачів «Хронік наукової фантастики»[de]
  - 1984: Роман «Її звиклий чоловік» (англ. Her Habiline Husband, 1984).
  - 1995: Роман «Мʼякі інінґи» (англ. Brittle Innings, 1994).
- Нагорода фантастам південного сходу США
  - 2004: оповідання «Дверний стрілець» (англ. The Door Gunner, 2003).
  - 2006: оповідання «Ведмеді пізнають вогонь» (англ. Bears Discover Smut, 2005).